# Miguel Zugaza Miranda
Miguel Zugaza Miranda (Durango, Biscaia, 1964) és un historiador de l'art i museogràf basc, que ha ocupat càrrecs rellevants en importants institucions d'art, com el Museu de Belles Arts de Bilbao i el Museu Reina Sofia. Des de 2002 ocupa el càrrec de director del Museu del Prado, després de la renúncia de Fernando Checa al lloc.

## Biografia
Neix a Durango (província de Biscaia), en una família molt vinculada al panorama cultural. Es llicencia en Història i Geografia, i més tard s'especialitza en Història de l'art. A poc a poc s'introdueix en el món de l'art: el seu pare, Leopoldo Zugaza, el submergeix en l'organització d'exposicions. Amb només 30 anys obté el càrrec de director de conservació en el Museu Reina Sofia (1994-1996).
El 1996 se li confia la direcció del Museu de Belles Arts de Bilbao, institució que travessava en aquells anys un ambiciós procés de modernització i ampliació, en part esperonat per l'obertura del veí Museu Guggenheim de Bilbao. En aquesta etapa (1996-2002) organitza les exposicions Sorolla i Zuloaga, El bodegó espanyol, Pintura al nu i Dones impressionistes.
L'èxit del museu bilbaí dona a Miguel Zugaza certa notorietat, que empeny al govern d'Espanya, llavors del PP, a pensar en ell com a responsable del Museu del Prado. Zugaza prefereix continuar la seva tasca a Bilbao, però posteriorment, en donar-la per conclosa, accepta el càrrec a Madrid.
En el seu mandat com a director del Prado, Zugaza es troba davant la tasca d'organitzar administrativament el Museu, aconseguint l'aprovació de la llei orgànica de l'esmentat organisme el 2003. Ha continuat amb els treballs d'ampliació i modernització iniciats pels seus antecessors Luzón i Checa. Aquesta tasca es va veure facilitada per un consens entre els principals partits polítics, PP i PSOE, donant-se la circumstància (inusual) que Zugaza va seguir en el lloc malgrat el canvi de govern el 2004.
Entre les exposicions que s'han presentat durant la seva gestió destaquen El retrat espanyol, Tintoretto, Vermeer, Dürer a les col·leccions de l'Albertina, Picasso (co-organitzada amb el Museu Reina Sofia), Goya en temps de guerra, comissariada per Manuela Mena, conservadora del museu, i El retrat del renaixement.